# Drupadia corula
Drupadia corula är en fjärilsart. Drupadia corula ingår i släktet Drupadia och familjen juvelvingar. Inga underarter finns listade i Catalogue of Life.